# Erol Togay
Erol Togay (* 1. Februar 1950 in Ankara; † 9. August 2012 in Istanbul) war ein türkischer Fußballspieler und -trainer. Aufgrund seiner Kopfballstärke hatte er zu Spielerzeiten den Beinamen „Kafacı Erol“ (dt. Erol der Kopfballspieler).

## Spielerkarriere

### Verein
Togay begann mit dem Vereinsfußball in der Jugend von Vefa Istanbul und wurde hier zum Profifußballer. Zur Spielzeit 1973/74 wechselte er in die Süper Lig zu Altay İzmir. In den fünf Jahren, in denen er für Altay spielte, wurde er zum Nationalspieler.
Im Sommer 1977 wechselte er zum türkischen Traditionsverein Fenerbahçe Istanbul. Hier bekam er auf Anhieb einen Stammplatz und behielt diesen in seiner gesamten dreijährigen Tätigkeit bei Fenerbahçe. Zur Saison 1981/82 verließ er Fenerbahçe und wechselte innerhalb der Liga zu Adana Demirspor. Nach zwei Spielzeiten bei dem Mittelmeerklub beendete er im Sommer 1983 seine aktive Profifußballerlaufbahn.

### Nationalmannschaft
Togay wurde im November 1975 im Rahmen eines Qualifikationsspiels für die U-23-Fußball-Europameisterschaft 1976 gegen die Sowjetische U-21 in den Kader der Türkischen U-21-Nationalmannschaft nominiert. In der besagten Begegnung am 23. November 1975 gab er sein Debüt für die türkische U-21.
Etwa ein halbes Jahr nach dieser Begegnung erhielt er im Februar 1976 seine erste Nominierung für die Türkische Fußballnationalmannschaft. Er wurde vom damaligen Nationaltrainer Coşkun Özarı im Rahmen eines Freundschaftsspiels gegen die irakische Nationalmannschaft zum ersten Mal für das Aufgebot der türkischen Nationalmannschaft nominiert, saß bei dieser Begegnung allerdings nur auf der Ersatzbank.
Im selben Jahr erhielt er zwei weitere Nominierungen für Freundschaftsspiele der türkischen Nationalmannschaft, saß aber erneut auf der Ersatzbank. Sein Debüt in der türkischen Nationalmannschaft gab er unter dem neuen Nationaltrainer Doğan Andaç am 17. November 1976 während eines Qualifikationsspiels für die Fußball-Weltmeisterschaft 1978 gegen die Fußballnationalmannschaft der DDR. In den nächsten vier Jahren war er fester Bestandteil der türkischen Nationalmannschaft.

## Trainerkarriere
Nach seiner Spielerlaufbahn wechselte er ins Trainerfach und betreute als Cheftrainer für kurze Zeit Konyaspor und Sakaryaspor. Zur Saison 1990/91 nahm er bei Fenerbahçe Istanbul den Posten des Co-Trainers an und assistierte Guus Hiddink. Nachdem Hiddink entlassen worden war, übernahm Togay interimsweise den Posten des Cheftrainers und betreute die Mannschaft für drei Begegnungen.
Die nachfolgenden Jahre trainierte er eine Vielzahl von Vereinen der Süper Lig und auch der unteren türkischen Spielklassen.

## Tod
Togay erkrankte an Multipler Sklerose und starb am 9. August 2012 an den Folgen dieser Krankheit. Drei Tage später wurde er vor vielen prominenten Gästen auf dem Friedhof Zincirlikuyu beerdigt.

## Erfolge
- Mit Fenerbahçe Istanbul
  - Türkischer Pokalsieger: 1979
  - Başbakanlık Kupası: 1980
  - TSYD Kupası: 1979, 1980, 1981